# Crotalaria holoptera
Crotalaria holoptera är en ärtväxtart som beskrevs av John Gilbert Baker. Crotalaria holoptera ingår i släktet sunnhampor, och familjen ärtväxter. Inga underarter finns listade i Catalogue of Life.